# Taraita
Taraita es un despoblado que actualmente forma parte del municipio de Condado de Treviño, en la provincia de Burgos, Castilla y León (España).

## Historia
Documentado desde el siglo XIII, se desconoce cuándo se despobló y su localización exacta dentro del municipio.